# Vítězslav Jaroš
Vítězsla Jaroš (Příbram, 23 luglio 2001) è un calciatore ceco, portiere dell'Ajax, in prestito dal Liverpool, e della nazionale ceca.

## Carriera

### Club
Jaroš ha iniziato la sua carriera nei settori giovanili di Příbram e Slavia Praga, per poi trasferirsi in Inghilterra al Liverpool nel 2017.
Il 3 febbraio 2021 è stato ceduto in prestito al St Patrick's dove ha giocato il suo primo incontro ufficiale il 19 marzo in Premier Division contro lo Shamrock Rovers. Ha giocato l'intera stagione da titolare giocando 38 incontri in cui ha subito 41 reti.
Il 27 gennaio 2022 è stato prestato al Notts County in National League per i restanti sei mesi della stagione. Il 4 luglio seguente è andato nuovamente in prestito, questa volta allo Stockport County in Football League Two.
Rientrato a Liverpool, ha trascorso la prima metà di stagione con l'Under-21 dei Reds, facendo alcune apparizioni in panchine in Europa League. Il 9 gennaio 2024 ha rinnovato il contratto ed è stato ceduto in prestito allo Sturm Graz, con cui ha vinto il campionato austriaco al termine della stagione.

### Nazionale
Nel 2023 ha partecipato con la Repubblica Ceca Under-21 al campionato europeo di categoria.
Il 24 maggio 2024 è stato incluso nella lista finale della Repubblica Ceca per disputare  il campionato europeo. Ha debuttato il 7 giugno seguente giocando il secondo tempo dell'amichevole vinta 7-1 contro Malta.

## Statistiche

### Presenze e reti nei club
Statistiche aggiornate al 19 giugno 2024.
| Stagione        | Squadra          | Campionato      | Campionato | Campionato | Coppe nazionali | Coppe nazionali | Coppe nazionali | Coppe continentali | Coppe continentali | Coppe continentali | Altre coppe | Altre coppe | Altre coppe | Totale | Totale | Totale |
| Stagione        | Squadra          | Comp            | Pres       | Reti       | Comp            | Pres            | Reti            | Comp               | Pres               | Reti               | Comp        | Pres        | Reti        | Pres   | Reti   |        |
| --------------- | ---------------- | --------------- | ---------- | ---------- | --------------- | --------------- | --------------- | ------------------ | ------------------ | ------------------ | ----------- | ----------- | ----------- | ------ | ------ | ------ |
| feb.-nov. 2021  | St Patrick's     | PD              | 34         | -38        | CI              | 4               | -3              |                    | -                  | -                  |             | -           | -           | 38     | -41    |        |
| gen.-giu. 2022  | Notts County     | NAT             | 15         | -25        | FACup           | 0               | 0               |                    | -                  | -                  | FAT         | 0           | 0           | 15     | -25    |        |
| 2022-2023       | Stockport County | FL2             | 11         | -12        | FACup+CdL       | 0+2             | 0               |                    | -                  | -                  | FLT         | 0           | 0           | 13     | -12    |        |
| 2023-gen. 2024  | Liverpool        | PL              | 0          | 0          | FACup+CdL       | 0               | 0               | UEL                | 0                  | 0                  |             | -           | -           | 0      | 0      |        |
| gen.-giu. 2024  | Sturm Graz       | BL              | 14         | -11        | CA              | 3               | -4              | UCL                | 4                  | -5                 |             | -           | -           | 21     | -20    |        |
| Totale carriera | Totale carriera  | Totale carriera | 74         | -86        |                 | 9               | -7              |                    | 4                  | -5                 |             | 0           | 0           | 87     | -98    |        |

### Cronologia presenze e reti in nazionale
| Cronologia completa delle presenze e delle reti in nazionale ― Rep. Ceca | Cronologia completa delle presenze e delle reti in nazionale ― Rep. Ceca | Cronologia completa delle presenze e delle reti in nazionale ― Rep. Ceca | Cronologia completa delle presenze e delle reti in nazionale ― Rep. Ceca | Cronologia completa delle presenze e delle reti in nazionale ― Rep. Ceca | Cronologia completa delle presenze e delle reti in nazionale ― Rep. Ceca | Cronologia completa delle presenze e delle reti in nazionale ― Rep. Ceca | Cronologia completa delle presenze e delle reti in nazionale ― Rep. Ceca |
| Data                                                                     | Città                                                                    | In casa                                                                  | Risultato                                                                | Ospiti                                                                   | Competizione                                                             | Reti                                                                     | Note                                                                     |
| ------------------------------------------------------------------------ | ------------------------------------------------------------------------ | ------------------------------------------------------------------------ | ------------------------------------------------------------------------ | ------------------------------------------------------------------------ | ------------------------------------------------------------------------ | ------------------------------------------------------------------------ | ------------------------------------------------------------------------ |
| 7-6-2024                                                                 | Grödig                                                                   | Rep. Ceca                                                                | 7 – 1                                                                    | Malta                                                                    | Amichevole                                                               | -1                                                                       | 46’                                                                      |
| Totale                                                                   |                                                                          | Presenze                                                                 | 1                                                                        |                                                                          | Reti                                                                     | -1                                                                       |                                                                          |

## Palmarès

### Club

#### Competizioni nazionali
- Coppa d'Austria: 1

Sturm Graz: 2023-2024
- Campionato austriaco: 1

Sturm Graz: 2023-2024
- Campionato inglese: 1

Liverpool: 2024-2025